# Liste des chapitres d'Ace of Diamond
Cet article est un complément de l'article sur le manga Ace of Diamond de Yuji Terajima. Il contient la liste des chapitres des deux parties du manga.
La première partie du manga est prépubliée dans le Weekly Shōnen Magazine de l'éditeur Kōdansha du 15 mai 2006 au 14 janvier 2015,. Kōdansha publie les chapitres sous le format tankōbon avec un total de 47 volumes parus du 15 septembre 2006 au 17 août 2015,.
La seconde partie du manga est prépubliée dans le même magazine depuis le 19 août 2015. Kōdansha publié les chapitres sous le format tankōbon avec un total de 34 volumes au 17 mai 2023.

## Liste des volumes

### Ace of Diamond

#### Tomes 1 à 10
| no | Japonais          | Japonais          |
| no | Date de sortie    | ISBN              |
| --- | ----------------- | ----------------- |
| 1 | 15 septembre 2006 | 978-4-06-363728-1 |
| Personnage en couverture : Eijun SawamuraListe des chapitres : - Ch. 1 : 運命の一球 (Unmei no ichikyū) - Ch. 2 : 相棒 (Aibō) - Ch. 3 : 旅立ちの日 (Tabidachi no hi) - Ch. 4 : 旅立ちの日 (Ī dokyōda na) - Ch. 5 : 才能で語れ (Chikara de katare) |                   |                   |
| 2 | 17 octobre 2006   | 978-4-06-363739-7 |
| Personnages en couverture : Eijun Sawamura et Kazuya MiyukiListe des chapitres : - Ch. 6 : 投手失格 (Tōshu shikkaku) - Ch. 7 : 待ってろよ！ (Mattero yo!) - Ch. 8 : 同じタイプ？ (Onaji taipu?) - Ch. 9 : 気まずい時間 (Kimazui jikan) - Ch. 10 : 激突 (Gekitotsu) - Ch. 11 : 三年生の意地 (San'nensei no puraito) - Ch. 12 : まだだ (Madada!) - Ch. 13 : 代打オレ！ (Daida ore!) |                   |                   |
| 3 | 15 décembre 2006  | 978-4-06-363767-0 |
| Personnages en couverture : Eijun Sawamura, Satoru Furuya et Haruichi KominatoListe des chapitres : - Ch. 14 : 真のエース (Shin no ēsu) - Ch. 15 : 逆襲 (Gyakushū) - Ch. 16 : ムービング対パワー (Mūbingu tai pawā) - Ch. 17 : なつまで2か月 (Natsu made nikagetsu) - Ch. 18 : 日本一の山 (Nihon'ichi no yama) - Ch. 19 : 俺達の3年間 (Oretachi no san-nenkan) - Ch. 20 : 怪物デビュー (Kaibutsu debyū) - Ch. 21 : 大バカヤロオ (Ō baka yaroo) - Ch. 22 : 捕手の役目 (Hoshu no yakume) |                   |                   |
| 4 | 16 février 2007   | 978-4-06-363796-0 |
| Personnage en couverture : Satoru FuruyaListe des chapitres : - Ch. 23 : セールスポイント (Sērusu pointo) - Ch. 24 : あのマウンドへ (Ano maundo e) - Ch. 25 : クセ球を磨け (Kuse dama o migake) - Ch. 26 : 今さら辞めるれるかよ! (Imasara yameru reru ka yo!) - Ch. 27 : 大器の片鱗 (Taiki no henrin) - Ch. 28 : 待ってるぞ (Matteru zo) - Ch. 29 : 奇策 (Kisaku) - Ch. 30 : ３人の捕手 (San'nin no kyachā) - Ch. 31 : 最後の公式戦 (Saigo no kōshiki-sen)                             |                   |                   |
| 5 | 17 avril 2007     | 978-4-06-363821-9 |
| Personnages en couverture : Eijun Sawamura et Kazuya MiyukiListe des chapitres : - Ch. 32 : 打者の力量 (Dasha no riki ryō) - Ch. 33 : 引導 (Indō) - Ch. 34 : 師弟の絆 (Shitei no kizuna) - Ch. 35 : あの背番号に (Ano sebangō ni) - Ch. 36 : 決着、そして (Kechaku, soshite) - Ch. 37 : 強くなれ (Tsuyokunare) - Ch. 38 : 変わった？ (KawattaN) - Ch. 39 : 雨の日に (Ame no hi ni) - Ch. 40 : 合宿スタート (Gasshaku sutāto)                                                           |                   |                   |
| 6 | 17 juillet 2007   | 978-4-06-363856-1 |
| Personnage en couverture : Satoru FuruyaListe des chapitres : - Ch. 41 : まずは足腰から (Mazawa ashi koshi kara) - Ch. 42 : エゴイスト (Egoisuto) - Ch. 43 : プレーで引っ張れ！！ (Purē de hippare!!) - Ch. 44 : 試練 (Shiren) - Ch. 45 : 秘蔵っ子 (Hizokko) - Ch. 46 : 信頼って？ (Shinrai tte?) - Ch. 47 : 試合は楽しい (Gēmu wa tanoshī) - Ch. 48 : 魔球 (Makyū) - Ch. 48.5 : 御幸一也 (Miyuki Kazuya)                                                                              |                   |                   |
| 7 | 14 septembre 2007 | 978-4-06-363889-9 |
| Personnages en couverture : Kayuza Miyuki, Satoru Furuya et Eijun SawamuraListe des chapitres : - Ch. 49 : 試験 (Shiken) - Ch. 50 : 団長と下民の少年 (Danchō to Kamin no Shōnen) - Ch. 51 : ひょうひょうと (Hyōhyōto) - Ch. 52 : ムカツクけど (Mukatsuku kedo) - Ch. 53 : 反省会 (Hansei kai) - Ch. 54 : 因縁 (In'nen) - Ch. 55 : 目撃 (Mokugeki) - Ch. 56 : 評判以上 (Hyōban ijō) - Ch. 57 : 歯車 (Haguruma)                                                                          |                   |                   |
| 8 | 16 novembre 2007  | 978-4-06-363913-1 |
| Personnage en couverture : Eijun SawamuraListe des chapitres : - Ch. 58 : 緊急事態 (Kinkyū jitai) - Ch. 59 : 一年代表 (Ichinen daihyō) - Ch. 60 : 信じる心 (Shinjiru kokoro) - Ch. 61 : 夢の舞台へ (Yume no butai e) - Ch. 62 : 初戦の相手 (Shosen no aite) - Ch. 63 : 油断大敵 (Yudataiteki) - Ch. 64 : その男剛腕につき (Sono otoko gōwan ni tsuki) - Ch. 65 : アピールタイム (Apīrutaimu) - Ch. 66 : 公式戦デビュー (Kōshiki-sen debyū)                                             |                   |                   |
| 9 | 15 février 2008   | 978-4-06-363951-3 |
| Personnages en couverture : Jun Isashiki, Ichirô Sakai et Tetsuya YûkiListe des chapitres : - Ch. 67 : ロード (Rōdo) - Ch. 68 : 快進撃！？ (Kaishingeki!?) - Ch. 69 : 精密機械 (Seimitsu kikai) - Ch. 70 : 夏なんだな (Natsuna ndana) - Ch. 71 : 海を渡って (Umi o watatte) - Ch. 72 : ビビってんのか? (Bibitten no ka?) - Ch. 73 : 四回戦開戦 (Yonkaisen kaisen) - Ch. 74 : 降谷攻略 (Furuya kōryaku) - Ch. 75 : ALIVE - Ch. 75.5 : 先輩と後輩 (Senpai to kōhai)                      |                   |                   |
| 10 | 17 avril 2008     | 978-4-06-363973-5 |
| Personnages en couverture : Shushin Yô et Kazuya MiyukiListe des chapitres : - Ch. 76 : スパーク (Supāku) - Ch. 77 : ジャッジ (Jajji) - Ch. 78 : ミラクル明川 (Mirakuru Akikawa) - Ch. 79 : 降りたくない (Oritakunai) - Ch. 80 : リリーフ (Rirīfu) - Ch. 81 : 逃げねえぞ (Nigenē zo) - Ch. 82 : 反撃の狼煙 (Hangeki no noroshi) - Ch. 83 : シンクロ (Shinkuro) - Ch. 84 : 最高の夏 (Saikō no natsu)                                                                                    |                   |                   |

#### Tomes 11 à 20
| no | Japonais          | Japonais          |
| no | Date de sortie    | ISBN              |
| --- | ----------------- | ----------------- |
| 11 | 3 mai 2017        | 978-4-08-881073-7 |
| Personnages en couverture : Haruichi Kominato et Kazuya MiyukiListe des chapitres : - Ch. 85 : ノーマーク (Nōmāku) - Ch. 86 : 起爆剤 (Kibaku-zai) - Ch. 87 : Run Run Run - Ch. 88 : 勝者と敗者 (Shōsha to haisha) - Ch. 89 : 明日はどっちだ!! (Ashita ha docchi da!!) - Ch. 90 : ダークホース (Dāku hōsu) - Ch. 91 : 邪魔すんじゃねぇ (Jama sun janē) - Ch. 92 : 待ってたんだよ (Matteta nda yo) - Ch. 93 : それぞれの夏 (Sorezore no natsu)                                                |                   |                   |
| 12 | 17 septembre 2008 | 978-4-06-384040-7 |
| Personnages en couverture : Koichiro Tanba, Norifumi Kawakami, Satoru Furuya et Eijun SawamuraListe des chapitres : - Ch. 94 : 実践感覚を取り戻せ (Jissen kankaku o torimodose) - Ch. 95 : 金のなる木 (Kane no naruki) - Ch. 96 : 三投手＋エース (San tōshu + ēsu) - Ch. 97 : 臨戦態勢 (Rinsen taisei) - Ch. 98 : 出会い頭？ (Deai ga shita?) - Ch. 99 : 頼れる先輩達 (Tayoreru senpai-tachi) - Ch. 100 : 成長 (Seichō) - Ch. 101 : グローブ (Gurōbu) - Ch. 102 : ポテンシャル (Potensharu) |                   |                   |
| 13 | 17 novembre 2008  | 978-4-06-384064-3 |
| Personnages en couverture : Eijun Sawamura et Raichi TodorokoListe des chapitres : - Ch. 103 : 真向勝負 (Makkō shōbu) - Ch. 104 : エース登場 (Ēsu tōjō) - Ch. 105 : カッター (Kattā) - Ch. 106 : 前進あるのみ (Zenshin aru nomi) - Ch. 107 : 昨日 今日の‥‥ (Kinō kyō no...) - Ch. 108 : 責任感 (Sekinin-kan) - Ch. 109 : BURST - Ch. 110 : 暗雲 (An'un) - Ch. 111 : 一進一退 (Isshin ittai)                                                                                                 |                   |                   |
| 14 | 14 février 2009   | 978-4-06-384097-1 |
| Personnages en couverture : L'équipe de baseball du lycée de SeidôListe des chapitres : - Ch. 112 : それぞれ役割 (Sorezore yakuwari) - Ch. 113 : 応酬 (Ōshū) - Ch. 114 : 初球 (Shokyū) - Ch. 115 : 自覚 (Jikaku) - Ch. 116 : 期待を背負って (Kitai o seotte) - Ch. 117 : 満を持して (Man o jishite) - Ch. 118 : 切り札 (Kirifuda) - Ch. 119 : ラストボール (Rasutobōru) - Ch. 120 : 明日に向かって (Ashita ni mukatte)                                                                      |                   |                   |
| 15 | 17 avril 2009     | 978-4-06-384121-3 |
| Personnage en couverture : Eijun SawamuraListe des chapitres : - Ch. 121 : らしくねぇな？ (Rashikunee na?) - Ch. 122 : 火花 (Hibana) - Ch. 123 : 凡ミスの無いように‥‥ (Bon misu no nai yō ni....) - Ch. 124 : 信用せえへん (Shin'yō se ehen) - Ch. 125 : 堅実 (Kenjitsu) - Ch. 126 : 兆候 (Chōkō) - Ch. 127 : アグレッシブ (Aguresshibu) - Ch. 128 : ラッキーボーイ (Rakkī bōi) - Ch. 129 : リベンジ (Ribenji)                                                                              |                   |                   |
| 16 | 17 juin 2009      | 978-4-06-384147-3 |
| Personnage en couverture : Chris Yû TakigawaListe des chapitres : - Ch. 130 : 揺るぎなく (Yuruginaku) - Ch. 131 : 見えない壁 (Mienai kabe) - Ch. 132 : 決め球 (Kime dama) - Ch. 133 : まだまだや‥‥ (Madamada ya...) - Ch. 134 : 本命 (Honmei) - Ch. 135 : 夢物語 (Yume monogatari) - Ch. 136 : マウンドの心得 (Maundo no kokoroe) - Ch. 137 : 堅忍不抜 (Kennin fubatsu) - Ch. 138 : サクラチル‥‥ (Sakura chiru....)                                                                         |                   |                   |
| 17 | 17 août 2009      | 978-4-06-384172-5 |
| Personnages en couverture : L'équipe de baseball du lycée de SeidôListe des chapitres : - Ch. 139 : その先にあるもの‥‥ (Sono saki ni naru mono....) - Ch. 140 : 導火線 (Dōka sen) - Ch. 141 : 寮にて‥‥ (Ryō ni te....) - Ch. 142 : 理由 (Riyū) - Ch. 143 : 決意表明 (Ketsui hyōmei) - Ch. 144 : 懐顔 (Natsukashī kao) - Ch. 145 : 完成度 (Kansei-do) - Ch. 146 : 俺達の明日 (Oretachi no ashita) - Ch. 147 : 明日への足跡 (Ashita e no ashi ato)                                            |                   |                   |
| 18 | 17 novembre 2009  | 978-4-06-384210-4 |
| Personnage en couverture : Mei NarumiyaListe des chapitres : - Ch. 148 : 前夜 (Zenya) - Ch. 149 : 並び立つ (Narabitatsu) - Ch. 150 : 機動力 (Kidōryoku) - Ch. 151 : 先制パンチ (Sensei panchi) - Ch. 152 : 狙い球 (Nerai dama) - Ch. 153 : ストーム (Sutōmu) - Ch. 154 : バッチバチ (Bachi bachi) - Ch. 155 : ギアチェンジ (Gia chenji) - Ch. 156 : MGP |                   |                   |
| 19 | 15 janvier 2010   | 978-4-06-384232-6 |
| Personnage en couverture : Kôichirô TanbaListe des chapitres : - Ch. 157 : ４番として (Yonban toshite) - Ch. 158 : くやしいか？ (Kuyashī ka?) - Ch. 159 : バトン (Baton) - Ch. 160 : 生命線 (Seimei-sen) - Ch. 161 : 回顧 (Kaiko) - Ch. 162 : 光 (Hikari) - Ch. 163 : 苛立ち (Iradachi) - Ch. 164 : 二遊間の (Niyūkan no) - Ch. 165 : ジワジワと (Jiwajiwa to) |                   |                   |
| 20 | 17 mars 2010      | 978-4-06-384265-4 |
| Personnage en couverture : Eijun SawamuraListe des chapitres : - Ch. 166 : リミット (Rimitto) - Ch. 167 : もう一度 (Mōichido) - Ch. 168 : どっちなんだよ (Docchinanda yo) - Ch. 169 : 決断 (Ketsudan) - Ch. 170 : 好機到来 (Chansu tōrai) - Ch. 171 : 後輩達間 (Kōhai-tachi) - Ch. 172 : ヒーロー (Hīrō) - Ch. 173 : 前を打つ男 (Mae o utsu otoko) - Ch. 174 : 意地とか誇りとか (Iji to ka hokori to ka)                                                                                    |                   |                   |

#### Tomes 21 à 30
| no | Japonais         | Japonais          |
| no | Date de sortie   | ISBN              |
| --- | ---------------- | ----------------- |
| 21 | 17 mai 2010      | 978-4-06-384295-1 |
| Personnages en couverture : Hiroshige Kunitomo et Tesshin KataokaListe des chapitres : - Ch. 175 : その先に (Sono saki ni) - Ch. 176 : 覚えてない (Oboetenai) - Ch. 177 : 不安要素 (Fuan yōso) - Ch. 178 : 怖いもの知らず (Kowaimono shirazu) - Ch. 179 : 熱と勢い (Netsu to ikioi) - Ch. 180 : 孤独な太陽 (Kodoku na taiyō) - Ch. 181 : 止まったまま (Tomatta mama) - Ch. 182 : 最終決戦 (Saishū kessen) - Ch. 183 : 執念 (Shūnen)                                  |                  |                   |
| 22 | 17 août 2010     | 978-4-06-384345-3 |
| Personnage en couverture : Eijun SawamuraListe des chapitres : - Ch. 184 : カウントダウン (Kauntodaun) - Ch. 185 : 咆哮 (Hōkō) - Ch. 186 : 余波 (Yoha) - Ch. 187 : 別れ道 (Wakara michi) - Ch. 188 : 天王山 (Ten'nōzan) - Ch. 189 : cross - Ch. 190 : 歓喜と (Kankito) - Ch. 191 : 残響 (Zankyō) - Ch. 192 : 実感 (Jikkan) |                  |                   |
| 23 | 15 octobre 2010  | 978-4-06-384378-1 |
| Personnages en couverture : Kazuya Miyuki, Yôichi Kuramochi et Kentai MaezonoListe des chapitres : - Ch. 193 : 俺達の代 (Oretachi no dai) - Ch. 194 : 宣言 (Sengen) - Ch. 195 : 次期キャプテン (Jiki kyaputen) - Ch. 196 : リスタート (Risutāto) - Ch. 197 : 責任と使命 (Sekinin to shimei) - Ch. 198 : 期待を込めて (Kitai o komete) - Ch. 199 : 日の当たる場所 (Hi no ataru basho) - Ch. 200 : 本気じゃなきゃ (Honki janakya) - Ch. 201 : 知らねーよ (Shiranee yo) |                  |                   |
| 24 | 17 décembre 2010 | 978-4-06-384415-3 |
| Personnage en couverture : Satoru FuruyaListe des chapitres : - Ch. 202 : 頂点へ (Chōten e) - Ch. 203 : よそ者 (Yosomono) - Ch. 204 : 水面下 (Suimenka) - Ch. 205 : 足りない何か (Tarinai nanika) - Ch. 206 : 発奮材料 (Happun zairyō) - Ch. 207 : ごあいさつ (Go aisatsu!) - Ch. 208 : サードの前 (Sādo no mae) - Ch. 209 : 怪物の要望 (Kaibutsu no yōbō) - Ch. 210 : 階段 (Kaidan)                                                                                 |                  |                   |
| 25 | 17 mars 2011     | 978-4-06-384458-0 |
| Personnage en couverture : Kazuya MiyukiListe des chapitres : - Ch. 211 : アビリティ (Abiriti) - Ch. 212 : 真価を問 (Shinka o tou) - Ch. 213 : 暴れだす (Abaredasu) - Ch. 214 : 気の強いのがもう一匹 (Ki no tsuyoi no ga mō itsubiki) - Ch. 215 : やるか逃げるか (Yaru ka nigeru ka) - Ch. 216 : No Control - Ch. 217 : 内なる‥‥ (Uchinaru....) - Ch. 218 : Next Stage - Ch. 219 : Road to...                                                                        |                  |                   |
| 26 | 17 mai 2011      | 978-4-06-384488-7 |
| Personnage en couverture : Eijun SawamuraListe des chapitres : - Ch. 220 : ９月の空の下 (9-tsuki no sora no shita) - Ch. 221 : Progress - Ch. 222 : 引力 (Inryoku) - Ch. 223 : すてごま (Sutegoma) - Ch. 224 : 最後の教え (Saigo no oshie) - Ch. 225 : 落とし穴 (Otoshina) - Ch. 226 : カミナリ (Kaminari) - Ch. 227 : カムバック (Kamubakku) - Ch. 228 : 先輩達 (Senpai-tachi)                                                                                      |                  |                   |
| 27 | 17 août 2011     | 978-4-06-384534-1 |
| Personnage en couverture : Satoru FuruyaListe des chapitres : - Ch. 229 : イメージ (Imēji) - Ch. 230 : 継承 (Keishō) - Ch. 231 : 道しるべ (Michishirube) - Ch. 232 : SHINE ON - Ch. 233 : Just do it - Ch. 234 : 何もできないワケじゃない (Nanni mo dekinai wake janai) - Ch. 235 : 指先から… (Yubisaki kara....) - Ch. 236 : 絆 (Kizuna) - Ch. 237 : トーナメント (Tōnamento)                                                                                       |                  |                   |
| 28 | 17 octobre 2011  | 978-4-06-384564-8 |
| Personnage en couverture : Yôichi KuramochiListe des chapitres : - Ch. 238 : この世代 (Kono sedai) - Ch. 239 : 躓きながら (Tsumazukinagara) - Ch. 240 : 別次元 (Betsujigen) - Ch. 241 : それはまるで… (Sore wa marude....) - Ch. 242 : 夏を経て (Natsu o hete) - Ch. 243 : キーマン (Kīman) - Ch. 244 : 新たな敵 (Arata na teki) - Ch. 245 : 冷たい雨 (Tsumetai ame) - Ch. 246 : 再開後 (Saikai-go)                                                                  |                  |                   |
| 29 | 16 décembre 2011 | 978-4-06-384598-3 |
| Personnage en couverture : Haruichi KominatoListe des chapitres : - Ch. 247 : ONとOFF (ON to OFF) - Ch. 248 : OUT OF ORDER - Ch. 249 : 証明 (Shōmei) - Ch. 250 : 牙 (Kiba) - Ch. 251 : 雨が鳴る (Ame ga naru) - Ch. 252 : 現在地 (Genzaichi) - Ch. 253 : 諦めてねぇよ (Akirametenee yo) - Ch. 254 : 勝負論 (Shōbu-ron) - Ch. 255 : 筋書き (Sujigaki) - Ch. 256 : 景色 (Keshiki)                                                                                      |                  |                   |
| 30 | 16 mars 2012     | 978-4-06-384643-0 |
| Personnage en couverture : Kazuya MiyukiListe des chapitres : - Ch. 257 : 一つの勝因 (Hitotsu no shōin) - Ch. 258 : 一枚岩 (Ichimaiwa) - Ch. 259 : 我が道 (Wa ga michi) - Ch. 260 : 前進か後退か (Zenshin ka kōtai ka) - Ch. 261 : 投げたよな (Nageta yo na) - Ch. 262 : ビッグイニング (Bigguiningu) - Ch. 263 : 腹の底から (Hara no soko kara) - Ch. 264 : 花 (Hana) - Ch. 265 : スタートライン (Sutāto rain)                                                      |                  |                   |

#### Tomes 31 à 40
| no | Japonais         | Japonais          |
| no | Date de sortie   | ISBN              |
| --- | ---------------- | ----------------- |
| 31 | 17 mai 2012      | 978-4-06-384672-0 |
| Personnage en couverture : Mei NarumiyaListe des chapitres : - Ch. 266 : 下剋上 (Gekokujō) - Ch. 267 : 目を醒ませ (Me o samase) - Ch. 268 : 使命という名の (Shimei to iu na no) - Ch. 269 : 自壊 (Jikai) - Ch. 270 : 納得いかねえ (Nattoku ikanē) - Ch. 271 : 挑戦者 (Charenjā) - Ch. 272 : 亀裂 (Kiretsu) - Ch. 273 : セットアップ (Settoappu) - Ch. 274 : 眼光 (Gankō) |                  |                   |
| 32 | 17 août 2012     | 978-4-06-384704-8 |
| Personnage en couverture : Seiichi UgumoriListe des chapitres : - Ch. 275 : 共鳴 (Kyōmei) - Ch. 276 : 背負うモノ (Seou mono) - Ch. 277 : 良くないムード (Yokunai mūdo) - Ch. 278 : 女房役 (Nyōbō-yaku) - Ch. 279 : アタック (Atakku) - Ch. 280 : 淡々と (Tantanto) - Ch. 281 : 諦めるのは簡単だ (Akirameru no wa kantanda) - Ch. 282 : 役割 (Yakuwari) - Ch. 283 : 連鎖反応 (Rensa han'nō)                                                                                                   |                  |                   |
| 33 | 17 octobre 2012  | 978-4-06-384748-2 |
| Personnage en couverture : Kenta MaezonoListe des chapitres : - Ch. 284 : それだけで十分だ (Sore dakede jūbunda) - Ch. 285 : 理屈じゃねぇ (Rikutsu janee) - Ch. 286 : 守り抜いた誇り (Mamorinuita puraido) - Ch. 287 : 悪者は悪者らしく (Warumono wa warumonorashiku) - Ch. 288 : 対峙 (Taiji) - Ch. 289 : 内なる敵 目の前の敵 (Uchinaru teki, Me no mae no teki) - Ch. 290 : 全力少年 (Zenryoku shōnen) - Ch. 291 : 妥協なき挑戦 (Dakyō naki chōsen) - Ch. 292 : 燻る火種 (Kusuburu hidane) |                  |                   |
| 34 | 17 décembre 2012 | 978-4-06-384781-9 |
| Personnage en couverture : Hideaki TôjôListe des chapitres : - Ch. 293 : かつての道 これからの道 (Katsude no michi korekara no michi) - Ch. 294 : 離脱 (Ridatsu) - Ch. 295 : 本気で言ってるのか？ (Honki de itteru no ka?) - Ch. 296 : 上を向いて歩こう (Uewomuitearukō) - Ch. 297 : まだ足りねぇ (Mada tarinee) - Ch. 298 : 悪魔のささやき？ (Akuma no sasayaki?) - Ch. 299 : 付け焼き刃 (Tsukeyakiba) - Ch. 300 : オリジナル (Orijinaru) - Ch. 301 : ぶっつけ本番 (Buttsuke honban)        |                  |                   |
| 35 | 15 mars 2013     | 978-4-06-384827-4 |
| Personnage en couverture : Shinji KanemaruListe des chapitres : - Ch. 302 : 初披露 (Hatsu hirō) - Ch. 303 : 歩み (Ayumi) - Ch. 304 : 偏差値 (Hensa-chi) - Ch. 305 : 糸口 (Itoguchi) - Ch. 306 : スタンドの頭脳 (Sutando no zunō) - Ch. 307 : ボスゴリ (Bosugori) - Ch. 308 : Making a choice - Ch. 309 : 頼りになるとな？ (Tayorininaru to na?) - Ch. 310 : 躍動 (Yakudō) |                  |                   |
| 36 | 17 mai 2013      | 978-4-06-384864-9 |
| Personnage en couverture : Norifumi KawakamiListe des chapitres : - Ch. 311 : 相乗効果 (Sōjō kōka) - Ch. 312 : 敗者の弁 (Haisha no ben) - Ch. 313 : 意志を示せ (Ishi o shimese) - Ch. 314 : 四強 (Yon kyō) - Ch. 315 : 生意気な後輩 (Namaikina kōhai) - Ch. 316 : 同じ目的 (Onaji mokuteki) - Ch. 317 : 進言 (Shingen) - Ch. 318 : ブルペンの主 (Burupen no nushi) - Ch. 319 : 手強い相手 (Tegowai aite) - Ch. spécial : Outrun                                                              |                  |                   |
| 37 | 16 août 2013     | 978-4-06-394910-0 |
| Personnage en couverture : Shinji KanemaruListe des chapitres : - Ch. 320 : 控えの意地 (Hikae no iji) - Ch. 321 : 探り合い (Saguri ai) - Ch. 322 : 教え子 (Oshiego) - Ch. 323 : 新しいスタイル (Atarashī sutairu) - Ch. 324 : Remember - Ch. 325 : メッセージ (Messēji) - Ch. 326 : 清算 (Seisan) - Ch. 327 : チームの事情 (Chīmu no jijō) - Ch. spécial : Face - Ch. 328 : 王者の掛け声 (Ōja no kakegoe)                                                                                    |                  |                   |
| 38 | 17 octobre 2013  | 978-4-06-394943-8 |
| Personnage en couverture : Tesshin KataokaListe des chapitres : - Ch. 329 : 腹の底 (Hara no soko) - Ch. 330 : いい形 (Ī katachi) - Ch. 331 : 大人の (Otona no) - Ch. 332 : 彼 (Kare) - Ch. 333 : 威圧 (Iatsu) - Ch. 334 : カバーリング (Kabāringu) - Ch. 335 : 出会い頭 (Deaigashira) - Ch. 336 : 称号 (Shōgō) - Ch. 337 : 芽生え (Mebae) - Ch. 338 : 突破者 (Toppa mono) |                  |                   |
| 39 | 17 décembre 2013 | 978-4-06-394984-1 |
| Personnages en couverture : Hiroshi Ono et Kenta MaezonoListe des chapitres : - Ch. 339 : 本能 (Honnō) - Ch. 340 : 負けられねぇんだよ (Make rarenē nda yo) - Ch. 341 : 打者の華 (Dasha no hana) - Ch. 342 : 不退転 (Futaiten) - Ch. 343 : 視界 (Shikai) - Ch. 344 : 新境地 (Shin kyōchin) - Ch. 345 : 根くら (Ne kurabe) - Ch. 346 : 守護神 (Shugojin) - Ch. 347 : バカの向こう側 (Baka no mukō-gawa)                                                                                        |                  |                   |
| 40 | 17 mars 2014     | 978-4-06-394984-1 |
| Personnage en couverture : Kôsei AmahisaListe des chapitres : - Ch. 348 : 10番目の男 (Ju-banme no otoko) - Ch. 349 : 渇望 (Katsubō) - Ch. 350 : その先の世界 (Sono saki no sekai) - Ch. 351 : 夏の続き (Natsu no tsuzuki) - Ch. 352 : 強さの証明 (Tsuyosa no shōmei) - Ch. 353 : 激しく昂ぶる (Hageshiku takaburu) - Ch. 354 : マジな奴 (Majina yatsu) - Ch. 355 : ヒリヒリ (Hirihiri) - Ch. 356 : エースの矜持 (Eisu no kyōji)                                                              |                  |                   |

#### Tomes 41 à 47
| no | Japonais          | Japonais          |
| no | Date de sortie    | ISBN              |
| --- | ----------------- | ----------------- |
| 41 | 16 mai 2014       | 978-4-06-395079-3 |
| Personnage en couverture : Shunpei SanadaListe des chapitres : - Ch. 357 : 誰が前座だ！ (Dare ga zenza da!) - Ch. 358 : 選択肢 (Sentakushi) - Ch. 359 : 本能のままに (Honnō no mama ni) - Ch. 360 : 強欲の類い (Gōryoku no tagui) - Ch. 361 : 魔の一球 (Ma no ichikyū) - Ch. 362 : 魔の一球 (Dareka no eikyō) - Ch. 363 : この足で (Kono ashi de) - Ch. 364 : エールに決まってんだろ (Ēru ni kimatte ndaro) - Ch. 365 : 期待を背負って (Kitai o seotte)                                            |                   |                   |
| 42 | 17 juillet 2014   | 978-4-06-395125-7 |
| Personnages en couverture : Yûta Mishima et Kazuma AkibaListe des chapitres : - Ch. 366 : あの頃のように (Anogoro no yō ni) - Ch. 367 : 原点回帰 (Genten kaiki) - Ch. 368 : 気温15℃、快晴 (Kion 15°C, kaisei) - Ch. 369 : THE SHOW MUST GO ON - Ch. 370 : 突破口 (Toppakō) - Ch. 371 : ポジティブマインド (Pojitibum aindo) - Ch. 372 : 大胆にいこう (Daitan ni ikou) - Ch. 373 : まるで別人 (Marude betsujin) - Ch. 374 : プレゼント (Purezento)                                                  |                   |                   |
| 43 | 17 septembre 2014 | 978-4-06-395187-5 |
| Personnage en couverture : Raichi TodorokiListe des chapitres : - Ch. 375 : コーチャー (Kōchā) - Ch. 376 : 意外な人物 (Igaina jinbutsu) - Ch. 377 : 急襲 (Kyūshū) - Ch. 378 : すごい奴ら (Sugoi yatsura) - Ch. 379 : こっち側 (Kochi ga wa) - Ch. 380 : 何度でも何度でも (Nandodemo nandodemo) - Ch. 381 : 爪痕 (Tsumeato) - Ch. 382 : 悲しき一人相撲 (Kanashiki hitorizu mō) - Ch. 383 : 込めといた (Kome toita)                                                                                  |                   |                   |
| 44 | 17 novembre 2014  | 978-4-06-395242-1 |
| Personnages en couverture : Kazuya Miyuki, Eijun Sawamura, Yôichi Kuramochi et Haruichi KominatoListe des chapitres : - Ch. 384 : 最高のストレート (Saikō no sutorēto) - Ch. 385 : らしくないこと (Rashikunai koto) - Ch. 386 : 怖い場所 (Kowai basho) - Ch. 387 : すごい奴ら (Sugoi yatsura) - Ch. 388 : どうなんだ？ (Dōna nda?) - Ch. 389 : そこに立つ者 (Soko ni tatsu mono) - Ch. 390 : 挨拶がわり (Aisatsu-gawari) - Ch. 391 : マウンド会議 (Maundo kaigi) - Ch. 392 : フライング (Furaingu) |                   |                   |
| 45 | 16 janvier 2015   | 978-4-06-358728-9 |
| Personnages en couverture : Kenta Maezono, Ataru Nakata, Takeru Asou et Shôji HigasaListe des chapitres : - Ch. 393 : 現場の空気 (Genba no kūki) - Ch. 394 : 夢の距離 (Yume no kyori) - Ch. 395 : 倒す男リスト (Taosu otoko risuto) - Ch. 396 : パートナーシップ (Pātonāshippu) - Ch. 397 : 以心伝心 (Ishindenshin) - Ch. 398 : もう1回！ (Mō ikkai!) - Ch. 399 : お祭り男共 (Omatsiro otokodomo) - Ch. 400 : 濃度 (Nōdo) - Ch. 401 : 胸がバクバク (Mune ga bakubaku)                              |                   |                   |
| 46 | 17 mars 2015      | 978-4-06-358729-6 |
| Personnages en couverture : Eijun Sawamura et Satoru FuruyaListe des chapitres : - Ch. 402 : 絶体絶命 (Zettai zetsumei) - Ch. 403 : うまい話 (Umai hanashi) - Ch. 404 : 待ってろ！ (Mattero!) - Ch. 405 : 無駄な努力 (Mudana doryoku) - Ch. 406 : ショートの頭 (Shōto no atama) - Ch. 407 : 続投志願 (Zokutō shigan) - Ch. 408 : キャプテン失格 (Kyaputen shikkaku) - Ch. 409 : 幕切れ (Makugire) - Ch. 410 : 扉 (Tobira) - Ch. 411 : Seek Diamonds                                                |                   |                   |
| 47 | 17 août 2015      | 978-4-06-395498-2 |
| Personnages en couverture : L'équipe de baseball du lycée SeidôListe des chapitres : - Ch. 412 : Glory - Histoires courtes : 青道ダイアリ (Seidō daiari) - Histoires courtes : Spirits - Epilogue 1 : カムバック (Kamubakku) - Epilogue 2 : ウインターキャンプ (Uintā kyanpu) - Epilogue 3 : New Year's |                   |                   |

### Ace of Diamond Act II

#### Tomes 1 à 10
| no | Japonais          | Japonais                                                                 |
| no | Date de sortie    | ISBN                                                                     |
| --- | ----------------- | ------------------------------------------------------------------------ |
| 1 | 17 novembre 2015  | 978-4-06-395547-7 (édition standard) 978-4-06-362321-5 (édition limitée) |
| Personnage en couverture : Eijun Sawamura EXTRA : Au Japon, l'édition limitée contient un set de 12 autocollants à l'effigie des personnages dont Sawamura, Miyuki et Furuya de la série ainsi qu'une illustration originale de l'auteur.Liste des chapitres : - Ch. 1 : 夢の先 (Yume no saki) - Ch. 2 : 脚光 (Kyakkō) - Ch. 3 : 溢れ出す (Afure dasu) - Ch. 4 : 早く立ちたい (Hayaku tachitai) - Ch. 5 : 野球の申し子 (Yakyū no mōshigo) - Ch. 6 : 春の雪 (Haru no yuki) - Ch. 7 : 呼応 (Kōu) - Ch. 8 : 傍観者 (Bōkan-sha) - Ch. 9 : はじまりの日 (Hajimari no hi)                                             |                   |                                                                          |
| 2 | 17 février 2016   | 978-4-06-395598-9 (édition standard) 978-4-06-362324-6 (édition limitée) |
| Personnage en couverture : Satoru Furuya EXTRA : Au Japon, l'édition limitée contient un set de 3 badges à l'effigie des personnages Sawamura, Furuya et Haruichi de la série ainsi que des illustrations originale de l'auteur.Liste des chapitres : - Ch. 10 : 変化 (Henka) - Ch. 11 : 春の陽 (Haru no hi) - Ch. 12 : 合流 (Gōryū) - Ch. 13 : お目当ての選手 (O meate no senshu) - Ch. 14 : Go Straight - Ch. 15 : 初顔合わせ (Hatsu kaoawase) - Ch. 16 : KING - Ch. 17 : 火花 (Hibana) - Ch. 18 : それは徐々に… (Sore wa jojoni....)                                                                         |                   |                                                                          |
| 3 | 17 mai 2016       | 978-4-06-395667-2                                                        |
| Personnage en couverture : Haruichi KominatoListe des chapitres : - Ch. 19 : 目指すべき場所 (Mezasubeki basho) - Ch. 20 : 悔しさの数 (Kuyashisa no kazu) - Ch. 21 : 空席 (Kūseki) - Ch. 22 : カンフル剤 (Kanfuru zai) - Ch. 23 : 転回 (Tenkai) - Ch. 24 : まぜるな危険 (Mazeru na kiken) - Ch. 25 : バトル×バトル (Batoru x batoru) - Ch. 26 : かつての自分 (Katsute no jibun) - Ch. 27 : 初陣 (Uijin) |                   |                                                                          |
| 4 | 17 septembre 2016 | 978-4-06-395709-9 (édition standard) 978-4-06-358820-0 (édition limitée) |
| Personnage en couverture : Yôichi Kuramochi EXTRA : Au Japon, l'édition limitée contient un DVD incluant des épisodes inédits adaptant les chapitres Ace of Diamond, Comeback et Winter Camp du volume 47 de la première série.Liste des chapitres : - Ch. 28 : 兆し (Kizashi) - Ch. 29 : 期待か希望か (Kitai ka ganbō ka) - Ch. 30 : 視線の先 (Shisen no saki) - Ch. 31 : 他所のエース (Yoso no ēsu) - Ch. 32 : キャッチボール (Kyachi bōru) - Ch. 33 : ワガママ (Wagamama) - Ch. 34 : 心の中 (Kokoro no naka) - Ch. 35 : トライアングル (Toraianguru) - Ch. 36 : ナンバーズ (Nanbāzu) - Ch. 37 : 先攻 (Senkō) |                   |                                                                          |
| 5 | 17 octobre 2016   | 978-4-06-395782-2 (édition standard) 978-4-06-358821-7 (édition limitée) |
| Personnage en couverture : Kazuya Miyuki EXTRA : Au Japon, l'édition limitée contient un DVD incluant des épisodes inédits adaptant les chapitres Spirits et Glory du volume 47 de la première série.Liste des chapitres : - Ch. 38 : 初回の攻防 (Shokai no kōbō) - Ch. 39 : 気配 (Kehai) - Ch. 40 : スタンス (Sutansu) - Ch. 41 : 背負いし者 (Seoishi mono) - Ch. 42 : 何やってんだよ (Nani yattenda yo) - Ch. 43 : 迎撃 (Gekigeki) - Ch. 44 : 塁上の元気者 (Ruijō no genkimono) - Ch. 45 : 不可避 (Fukahi) - Ch. 46 : 勝ってこそ (Katte koso)                                                                 |                   |                                                                          |
| 6 | 17 février 2017   | 978-4-06-395822-5                                                        |
| Personnage en couverture : Kenta MaezonoListe des chapitres : - Ch. 47 : 根拠のない自信 (Konkyo no nai jishin) - Ch. 48 : 大人げないまま (Otonagenai mama) - Ch. 49 : 3か月 (Sankagetsu) - Ch. 50 : 負けられねぇよな (Make rarenē yo na) - Ch. 51 : いい顔になってきた (Ī kao ni natte kita) - Ch. 52 : 確かめたいもの (Tashikametai mono) - Ch. 53 : 通過儀礼 (Tsūka girei) - Ch. 54 : 通用するよ (Tsūyō suru yo) - Ch. 55 : 戦う姿勢 (Tatakau shisei) |                   |                                                                          |
| 7 | 17 avril 2017     | 978-4-06-395915-4 (édition standard) 978-4-06-362358-1 (édition limitée) |
| Personnage en couverture : Rei Kijima EXTRA : Au Japon, l'édition limitée contient un set de 10 cartes postales incluant des illustrations originales.Liste des chapitres : - Ch. 56 : 自己主張 (Jiko shuchō) - Ch. 57 : 教え (Oshie) - Ch. 58 : スイング (Suingu) - Ch. 59 : 時間がない (Jikan ga nai) - Ch. 60 : 誰がために (Da ga temeni) - Ch. 61 : シャッフル (Shaffuru) - Ch. 62 : 練習の本番 (Renshū no honban) - Ch. 63 : 指名 (Shimei) - Ch. 64 : ライバル達 (Raibarutachi) |                   |                                                                          |
| 8 | 14 juillet 2017   | 978-4-06-510036-3 (édition standard) 978-4-06-510042-4 (édition limitée) |
| Personnage en couverture : Hideaki Tôjô EXTRA : Au Japon, l'édition limitée contient un set de 10 cartes postales incluant des illustrations originales.Liste des chapitres : - Ch. 65 : アイドリング (Aidoringu) - Ch. 66 : 一球一秒 (Ikkyū ichibyō) - Ch. 67 : タイム (Taimu) - Ch. 68 : 何者 (Nanimono) - Ch. 69 : 好転 (Kōten) - Ch. 70 : 未完成 (Mikansei) - Ch. 71 : 空回り (Karamawari) - Ch. 72 : 解禁 (Kaikin) - Ch. 73 : 個の力 チームの形 (Kono chikara chīmu no katachi) - Ch. 74 : 萌芽 (Hōga) |                   |                                                                          |
| 9 | 15 septembre 2017 | 978-4-06-510192-6                                                        |
| Personnage en couverture : Shinji KanemaruListe des chapitres : - Ch. 75 : 同じ旗の下 (Onaji hata no moto) - Ch. 76 : 帰路 (Kiro) - Ch. 77 : 黄金時代 (Ogon jidai) - Ch. 78 : The Note - Ch. 79 : メジャー志向 (Mejā shikō) - Ch. 80 : 朝活 (Asa katsu) - Ch. 81 : 確固 (Kakko) - Ch. 82 : 止まんねぇからな (Tomannē kara na) - Ch. 83 : BLOOM OF YOUTH |                   |                                                                          |
| 10 | 15 décembre 2017  | 978-4-06-510389-0                                                        |
| Personnage en couverture : Norifumi KawakamiListe des chapitres : - Ch. 84 : 俺がいる (Ore ga iru) - Ch. 85 : 祝砲 (Shukuhō) - Ch. 86 : 祝砲2 (Shukuhō 2) - Ch. 87 : 誓いのようなもの (Chikai no yōna mono) - Ch. 88 : セブンティーンズ (Sebuntīnzu) - Ch. 89 : ナビゲーター (Nabigētā) - Ch. 90 : 富士の麓 (Fuji no fumoto) - Ch. 91 : 復帰間近 (Fukki majika) - Ch. 92 : 渇望 (Katsubō) - Ch. 93 : それぞれの (Sorezore no) |                   |                                                                          |

#### Tomes 11 à 20
| no | Japonais         | Japonais                                                                 |
| no | Date de sortie   | ISBN                                                                     |
| --- | ---------------- | ------------------------------------------------------------------------ |
| 11 | 16 mars 2018     | 978-4-06-510971-7                                                        |
| Personnage en couverture : Kôshû OkumuraListe des chapitres : - Ch. 94 : 帰還 (Kikan) - Ch. 95 : 表現せよ (Hyōgen seyo) - Ch. 96 : 伝熱 (Den'netsu) - Ch. 97 : 高い壁 (Takai kabe) - Ch. 98 : 集結 (Shūketsu) - Ch. 99 : 競演 (Kyōen) - Ch. 100 : 火をつけろ (Hi o tsukero) - Ch. 101 : 一日の長 (Ichijitsu no chō) - Ch. 102 : ジャパニーズ (Japanīzu sutairu) |                  |                                                                          |
| 12 | 15 juin 2018     | 978-4-06-511668-5                                                        |
| Personnage en couverture : Kaoru YuiListe des chapitres : - Ch. 103 : 悪い男 (Warui otoko) - Ch. 104 : 日本のサムライ (Japan no samurai) - Ch. 105 : スゲー奴だから (Sugē yatsu dakara) - Ch. 106 : メイ ナルミヤ (Mei Narumiya) - Ch. 107 : マウンドの暴君 (Maundo no bōkun) - Ch. 108 : 取り戻せ (Torimodose) - Ch. 109 : バックアップ態勢 (Bakkuappu taisei) - Ch. 110 : 捕手として (Hoshu to shite) - Ch. 111 : 予期せぬ未来 (Yoki senu mirai) |                  |                                                                          |
| 13 | 17 août 2018     | 978-4-06-511987-7 (édition standard) 978-4-06-512326-3 (édition limitée) |
| Personnage en couverture : Rei Kijima EXTRA : Au Japon, l'édition limitée contient un marque-page qui peut se décomposer en 8 petits marque-pages à l'effigie des personnages de la série.Liste des chapitres : - Ch. 112 : 2人の特性 (Futari no rashiki) - Ch. 113 : 常勝思考 (Jōshō shikō) - Ch. 114 : ベースボールキッズ (Bēsubōru kizzu) - Ch. 115 : 勝たないかん (Katanai kan) - Ch. 116 : こんなもんじゃねぇ (Kon'na mon ja nē) - Ch. 117 : フラジャイル (Furajairu) - Ch. 118 : 五分五分 (Gobugobu) - Ch. 119 : 支柱 (Shichū) - Ch. 120 : 頼んだぞ (Tanonda zo) |                  |                                                                          |
| 14 | 16 novembre 2018 | 978-4-06-512996-8                                                        |
| Personnage en couverture : Takeru AsouListe des chapitres : - Ch. 121 : クセ球のサウスポー (Kusedama no sausupō) - Ch. 122 : 超1年生 (Sūpā ichinen sei) - Ch. 123 : サイン交換 (Sain kōkan) - Ch. 124 : 面構え (Tsuragamae) - Ch. 125 : ふし穴クソコーチャー (Fushi ana kusokōchā) - Ch. 126 : 風穴 (Kazaana) - Ch. 127 : 運命共同体 (Unmei kyōdōtai) - Ch. 128 : Strike back - Ch. 129 : 最後の夏 (Saigo no natsu) |                  |                                                                          |
| 15 | 17 janvier 2019  | 978-4-06-513489-4                                                        |
| Personnage en couverture : Hiroshi OnoListe des chapitres : - Ch. 130 : 罠 (Wana) - Ch. 131 : リロード (Rirōdo) - Ch. 132 : ボーダーライン (Bōrārain) - Ch. 133 : 20人 (Nijū-nin) - Ch. 134 : 夏合宿 (Natsu gasshuku) - Ch. 135 : ウサギかカメか (Usagi ka Kame ka) - Ch. 136 : 交流会 (Kōryū kai) - Ch. 137 : 通い路 (Kayoi-ji) - Ch. 138 : 航進 (Kōshin) |                  |                                                                          |
| 16 | 17 avril 2019    | 978-4-06-515298-0                                                        |
| Personnages en couverture : Tesshin Kataoka, Eijun Sawamura et Kazuya MiyukiListe des chapitres : - Ch. 139 : ピラミッド (Piramiddo) - Ch. 140 : アンサー (Ansā) - Ch. 141 : ナンバーワン野郎 (Nanbāwan yarō) - Ch. 142 : No pain No gain - Ch. 143 : ご挨拶 (Goaisatsu) - Ch. 144 : スーパーソニックジェットボーイ (Sūpā sonikku jetto bōi) - Ch. 145 : 激励 (Gekirei) - Ch. 146 : 眠れない夜に (Nemurenaiyoru ni) - Ch. 147 : 無我夢中 (Muga muchū) |                  |                                                                          |
| 17 | 17 juin 2019     | 978-4-06-515140-2                                                        |
| Personnage en couverture : Eijun SawamuraListe des chapitres : - Ch. 148 : 足元 (Ashimoto) - Ch. 149 : Get back - Ch. 150 : ナベチェック (Nabe chekku) - Ch. 151 : 同じ球 (Onaji tama) - Ch. 152 : 知らず知らず (Shirazushirazu) - Ch. 153 : 伏線 (Fukusen) - Ch. 154 : 込めたもの (Kometamano) - Ch. 155 : 本気の青道 (Honki no Seidō) - Ch. 156 : 探り合い (Saguriai) |                  |                                                                          |
| 18 | 16 août 2019     | 978-4-06-516665-9                                                        |
| Personnage en couverture : Kazuya MiyukiListe des chapitres : - Ch. 157 : 終止符 (Shūshifu) - Ch. 158 : ありがとう (Arigatō) - Ch. 159 : 勝ち続ければ (Kachi tsuzukereba) - Ch. 160 : FIRE AGE - Ch. 161 : 静かなる (Shizukanaru) - Ch. 162 : スーパーコンボ (Sūpā konbo) - Ch. 163 : フットルース (Futtorūsu) - Ch. 164 : 光射す (Hikari sasu) - Ch. 165 : それでこそ (Sorede koso) |                  |                                                                          |
| 19 | 17 octobre 2019  | 978-4-06-517165-3                                                        |
| Personnage en couverture : Satoru FuruyaListe des chapitres : - Ch. 166 : サマーエンジェルズ (Samā enjeruzu) - Ch. 167 : 今の俺 (Ima no Ore) - Ch. 168 : 死力 (Shiryoku) - Ch. 169 : 見据える先 (Misueru saki) - Ch. 170 : 幾度となく (Ikudotonaku) - Ch. 171 : 3度目の・・ (San-dome no..) - Ch. 172 : バット猿とジーニアスボーイ (Batto saru jo jīniasu bōi) - Ch. 173 : 待ってんだろ？ (Mattendato?) - Ch. 174 : 薬師の弱点 (Yakushi no jakuten) |                  |                                                                          |
| 20 | 17 janvier 2020  | 978-4-06-517550-7                                                        |
| Personnage en couverture : Raichi TodorokiListe des chapitres : - Ch. 175 : 市大の圧 (Ichidai no atsu) - Ch. 176 : 第2ラウンド (Dai ni raundo) - Ch. 177 : 指2本分のプライド (Yubi ni honbun no puraido) - Ch. 178 : サーモグラフィー (Sāmoguraafī) - Ch. 179 : 明と暗 (Mei to an) - Ch. 180 : チームのために (Chīmu no tame ni) - Ch. 181 : 去年の自分 (Kyonen no jibun) - Ch. 182 : 息吹 (Ibuki) - Ch. 183 : ４番の男 (Yo-ban no Otoko) |                  |                                                                          |

#### Tomes 21 à 30
| no | Japonais          | Japonais          |
| no | Date de sortie    | ISBN              |
| --- | ----------------- | ----------------- |
| 21 | 17 avril 2020     | 978-4-06-518557-5 |
| Personnage en couverture : Shunpei SanadaListe des chapitres : - Ch. 184 : 己の中 (Onore no naka) - Ch. 185 : 張り合い (Hariai) - Ch. 186 : まだこれから・・・ (Mado kore kara...) - Ch. 187 : 勝者の道 (Shōsha no michi) - Ch. 188 : 期待の表れ (Kitai no araware) - Ch. 189 : みたいな場所 (Mitai na basho) - Ch. 190 : 同じ分量 (Onaji bunryō) - Ch. 191 : 目的と手段 (Mokuteki to shudan) - Ch. 192 : 経験値 (Keikenchi)                                            |                   |                   |
| 22 | 17 juillet 2020   | 978-4-06-519179-8 |
| Personnage en couverture : Yôichi KuramochiListe des chapitres : - Ch. 193 : 本日のナンバーズ (Honjitsu no nanbāzu) - Ch. 194 : まだまだ！！ (Mada mada!!) - Ch. 195 : それが投手の (Sore ga Tōshu no) - Ch. 196 : 健在 (Kenzai) - Ch. 197 : その先へ (Sono saki e) - Ch. 198 : 次の相手 (Tsugi no aite) - Ch. 199 : 俺たちの明日 (Oretachi no Ashita) - Ch. 200 : その背中 (Sono Senaka) - Ch. 201 : ストロングスタイル (Sutorongu Sutairu)                            |                   |                   |
| 23 | 17 septembre 2020 | 978-4-06-520601-0 |
| Personnage en couverture : Haruichi KominatoListe des chapitres : - Ch. 202 : 成長の糧 (Seichō no Kate) - Ch. 203 : 師 クリス (Shi Kurisu) - Ch. 204 : お目覚めの (O Mezame no) - Ch. 205 : ベンチの鏡 (Benchi no Kagami) - Ch. 206 : 何か凄いこと (Nanika Sugoi Koto) - Ch. 207 : 豪音 (Gōon) - Ch. 208 : 黙らせたい (Damasasetai) - Ch. 209 : 叫び (Sakebi) - Ch. 210 : 同じだよ (Onajidayo)                                                                          |                   |                   |
| 24 | 17 novembre 2020  | 978-4-06-521255-4 |
| Personnage en couverture : Kenta MaezonoListe des chapitres : - Ch. 211 : 常態 (Jōtai) - Ch. 212 : 勝つ準備 (Katsu Junbi) - Ch. 213 : ヴィジョン (Vijon) - Ch. 214 : 集大成の (Shūtaisei no) - Ch. 215 : リザーブ (Rizābu) - Ch. 216 : 守護神 (Shugoshin) - Ch. 217 : ギフト (Giguto) - Ch. 218 : 空気を読むな (Kūki o Yomu na) - Ch. 219 : 持ち球 (Mochidama) |                   |                   |
| 25 | 17 février 2021   | 978-4-06-521685-9 |
| Personnage en couverture : Norifumi KawakamiListe des chapitres : - Ch. 220 : プレゼンテーション (Purezenteeshon) - Ch. 221 : 違和感 (Iwakan) - Ch. 222 : 嘆願 (Tangan) - Ch. 223 : チームの選択 (Chīmu no Sentaku) - Ch. 224 : お披露目 (Ohirome) - Ch. 225 : 未知 (Michi) - Ch. 226 : 瞬殺 (Shunsatsu) - Ch. 227 : これが三高 (Kore ga Sankō) - Ch. 228 : 積み上げてきたもの (Tsumiagete Kita Mono)                                                                   |                   |                   |
| 26 | 16 avril 2021     | 978-4-06-522517-2 |
| Personnages en couverture : Teru Miyagawa et Mamoru HoshidaListe des chapitres : - Ch. 229 : 親玉 (Oyadama) - Ch. 230 : Record - Ch. 231 : 俺の役目 (Ore no Yakume) - Ch. 232 : 自分の形 (Jibun no Katachi) - Ch. 233 : いい流れ (Ī Nagare) - Ch. 234 : エースの理念 (Ēsu no Rinen) - Ch. 235 : Step On' - Ch. 236 : Move - Ch. 237 : チームの一員 (Chīmu no Ichiin) |                   |                   |
| 27 | 16 juillet 2021   | 978-4-06-523587-4 |
| Personnage en couverture : Kôsei AmahisaListe des chapitres : - Ch. 238 : Beyond the Limit - Ch. 239 : High Voltage - Ch. 240 : 源流 (Genryū) - Ch. 241 : 青道の圧 (Seidō no Atsu) - Ch. 242 : 俺の戦い (Ore no Tatakai) - Ch. 243 : 誰かの力 (Dareka no Chikara) - Ch. 244 : 代表者 (Daihyōsha) - Ch. 245 : 繋げ！！ (Tsunage!!) - Ch. 246 : 最強の1、2番 (Saikyō no 1, 2-ban)                                                                                         |                   |                   |
| 28 | 17 août 2021      | 978-4-06-524482-1 |
| Personnage en couverture : Rei KijimaListe des chapitres : - Ch. 247 : 先輩たち (Senpai-tachi) - Ch. 248 : 終われないよな (Owarenai yona) - Ch. 249 : 見えてんのか？ (Mieten no ka?) - Ch. 250 : 待またせたな (Mata seta na) - Ch. 251 : 夢ゆめじゃない (Yume ja nai) - Ch. 252 : 記き憶おく, の扉とびら (Kioku no tobira) - Ch. 253 : あのミットへ (Ano mitto e) - Ch. 254 : 次つぎのステージ (Tsugi no sutēji) - Ch. 255 : 噂うわさの真しん相そう (Uwasa no shinsō)   |                   |                   |
| 29 | 17 décembre 2021  | 978-4-06-526003-6 |
| Personnages en couverture : Eijun Sawamura et Kazuya MiyukiListe des chapitres : - Ch. 256 : 道果てしなく (Michi hateshi naku) - Ch. 257 : 覚悟しとけよ (Kakugo shitoke yo) - Ch. 258 : 待ちきれねえよ (Machikirenei yo) - Ch. 259 : 譲れないこと (Yuzurenai koto) - Ch. 260 : あの日 (Ano hi) - Ch. 261 : 2年と4か月 (2-nen to 4-kagetsu) - Ch. 262 : 決戦前夜 (Kessen zen'ya) - Ch. 263 : 主将の役割 (Shushō no yakuwari) - Ch. 264 : シミュレーション (Shimyurēshon) |                   |                   |
| 30 | 17 mars 2022      | 978-4-06-526896-4 |
| Personnages en couverture : Mei NarumiyaListe des chapitres : - Ch. 265 : 思惑 (Omowaku) - Ch. 266 : フルスロットル (Furusurottoru) - Ch. 267 : 両投手の立ち上がり (Ryō tōshu no tachiagari) - Ch. 268 : 孤独の化身 (Kodoku no Keshin) - Ch. 269 : 先人 (Senjin) - Ch. 270 : 伝播 (Denpa) - Ch. 271 : 狙い撃て (Nerai ute) - Ch. 272 : 記憶 (Kioku) - Ch. 273 : 在り方 (Arikata) - Ch. 274 : 血湧き肉躍れ (Chi waki niku odore)                                         |                   |                   |

#### Tomes 31 à 34
| no | Japonais         | Japonais          |
| no | Date de sortie   | ISBN              |
| --- | ---------------- | ----------------- |
| 31 | 17 juin 2022     | 978-4-06-527917-5 |
| Personnages en couverture : Haruichi KominatoListe des chapitres : - Ch. 275 : Soul Power - Ch. 276 : 勝利の味 (Shōri no aji) - Ch. 277 : 感触 (Kanshoku) - Ch. 278 : 英雄にあこがれて (Eiyū ni akogarete) - Ch. 279 : Be Here Now - Ch. 280 : 負けん気合戦 (Makenki gassen) - Ch. 281 : 出会った頃のように (Deatta koro no yō ni) - Ch. 282 : 夢幻 (Mugen) - Ch. 283 : 憧れのチーム (Akogareno chīmu) |                  |                   |
| 32 | 16 décembre 2022 | 978-4-06-529135-1 |
| Liste des chapitres : - Ch. 284 : 凄い人達 (Sugoi hitotachi) - Ch. 285 : ここにある (Koko ni aru) - Ch. 286 : バトン (Baton) - Ch. 287 : エース登場 (Ēsu tōjō) - Ch. 288 : マウンドの呼吸 (Maundo no kokyū) - Ch. 289 : 今年の顔 (Kotoshi no kao) - Ch. 290 : 悪くねえな (Warukunē na) - Ch. 291 : 相思相殺 (Sōshi sōsatsu) - Ch. 292 : コンビの形 (Konbi no katachi)                                  |                  |                   |
| 33 | 17 février 2023  | 978-4-06-530351-1 |
| Liste des chapitres : - Ch. 293 : 強者たちの群れ (Tsuwamono-tachi no mure) - Ch. 294 : SPIRIT OF COMBAT - Ch. 295 : Swing!! - Ch. 296 : エースの器 (Ēsu no utsuwa) - Ch. 297 : この日のため (Kono hi no tame) - Ch. 298 : ワイルドカード (Wairudokādo) - Ch. 299 : 深化 (Shinka) - Ch. 300 : サウスポー (Sausupō) - Ch. 301 : 愛の力 (Ai no chikara)                                                   |                  |                   |
| 34 | 17 mai 2023      | 978-4-06-531287-2 |
| Liste des chapitres : - Ch. 302 : 魔物 (Mamono) - Ch. 303 : スカウト組 (Sukauto-gumi) - Ch. 304 : くそったれの世界 (Kuso ttare no sekai) - Ch. 305 : 黄金メダル (Ki kinmedaru) - Ch. 306 : 戦う君の歌 (Tatakau kimi no uta) - Ch. 307 : 甲子園で会いましょう (Kōshien de aimashō) - Ch. 308 : ダイヤのA（エース） (Daiya no A (ēsu))                                                                   |                  |                   |

### Œuvres
Édition japonaise
 Ace of Diamond
1. 1 2 3  Tome 1
2. 1 2 3  Tome 47
3. 1 2  Tome 2
4. 1 2  Tome 3
5. 1 2  Tome 4
6. 1 2  Tome 5
7. 1 2  Tome 6
8. 1 2  Tome 7
9. 1 2  Tome 8
10. 1 2  Tome 9
11. 1 2  Tome 10
12. 1 2  Tome 11
13. 1 2  Tome 12
14. 1 2  Tome 13
15. 1 2  Tome 14
16. 1 2  Tome 15
17. 1 2  Tome 16
18. 1 2  Tome 17
19. 1 2  Tome 18
20. 1 2  Tome 19
21. 1 2  Tome 20
22. 1 2  Tome 21
23. 1 2  Tome 22
24. 1 2  Tome 23
25. 1 2  Tome 24
26. 1 2  Tome 25
27. 1 2  Tome 26
28. 1 2  Tome 27
29. 1 2  Tome 28
30. 1 2  Tome 29
31. 1 2  Tome 30
32. 1 2  Tome 31
33. 1 2  Tome 32
34. 1 2  Tome 33
35. 1 2  Tome 34
36. 1 2  Tome 35
37. 1 2  Tome 36
38. 1 2  Tome 37
39. 1 2  Tome 38
40. 1 2  Tome 39
41. 1 2  Tome 40
42. 1 2  Tome 41
43. 1 2  Tome 42
44. 1 2  Tome 43
45. 1 2  Tome 44
46. 1 2  Tome 45
47. 1 2  Tome 46

 Ace of Diamond act II
1. 1 2 3  Tome 34
2. 1 2  Tome 1
3. ↑  Tome 1 Édition limitée
4. 1 2  Tome 2
5. ↑  Tome 2 Édition limitée
6. 1 2  Tome 3
7. 1 2  Tome 4
8. ↑  Tome 4 Édition limitée
9. 1 2  Tome 5
10. ↑  Tome 5 Édition limitée
11. 1 2  Tome 6
12. 1 2  Tome 7
13. ↑  Tome 7 Édition limitée
14. 1 2  Tome 8
15. ↑  Tome 8 Édition limitée
16. 1 2  Tome 9
17. 1 2  Tome 10
18. 1 2  Tome 11
19. 1 2  Tome 12
20. 1 2  Tome 13
21. ↑  Tome 13 Édition limitée
22. 1 2  Tome 14
23. 1 2  Tome 15
24. 1 2  Tome 16
25. 1 2  Tome 17
26. 1 2  Tome 18
27. 1 2  Tome 19
28. 1 2  Tome 20
29. 1 2  Tome 21
30. 1 2  Tome 22
31. 1 2  Tome 23
32. 1 2  Tome 24
33. 1 2  Tome 25
34. 1 2  Tome 26
35. 1 2  Tome 27
36. 1 2  Tome 28
37. 1 2  Tome 29
38. 1 2  Tome 30
39. 1 2  Tome 31
40. 1 2  Tome 32
41. 1 2  Tome 33

### Sources
1. ↑  (ja) « 創刊時からの作品リスト » [archive du 3 décembre 2011], sur Kōdansha (consulté le 6 mai 2022)
2. ↑  (ja) « 寺嶋裕二「ダイヤのA」第1部完結！春ごろより第2部がスタート », sur natalie.mu,‎ 14 janvier 2015 (consulté le 6 mai 2022)
3. ↑  (ja) « Ace of Diamond Manga's 2nd Part to Debut in August », sur Anime News Network, 12 juillet 2015 (consulté le 6 mai 2022)